# Estação Belford Roxo
Belford Roxo é uma estação de trem do Rio de Janeiro. É a última estação do Ramal de Belford Roxo, e está localizada no centro do município.

## História

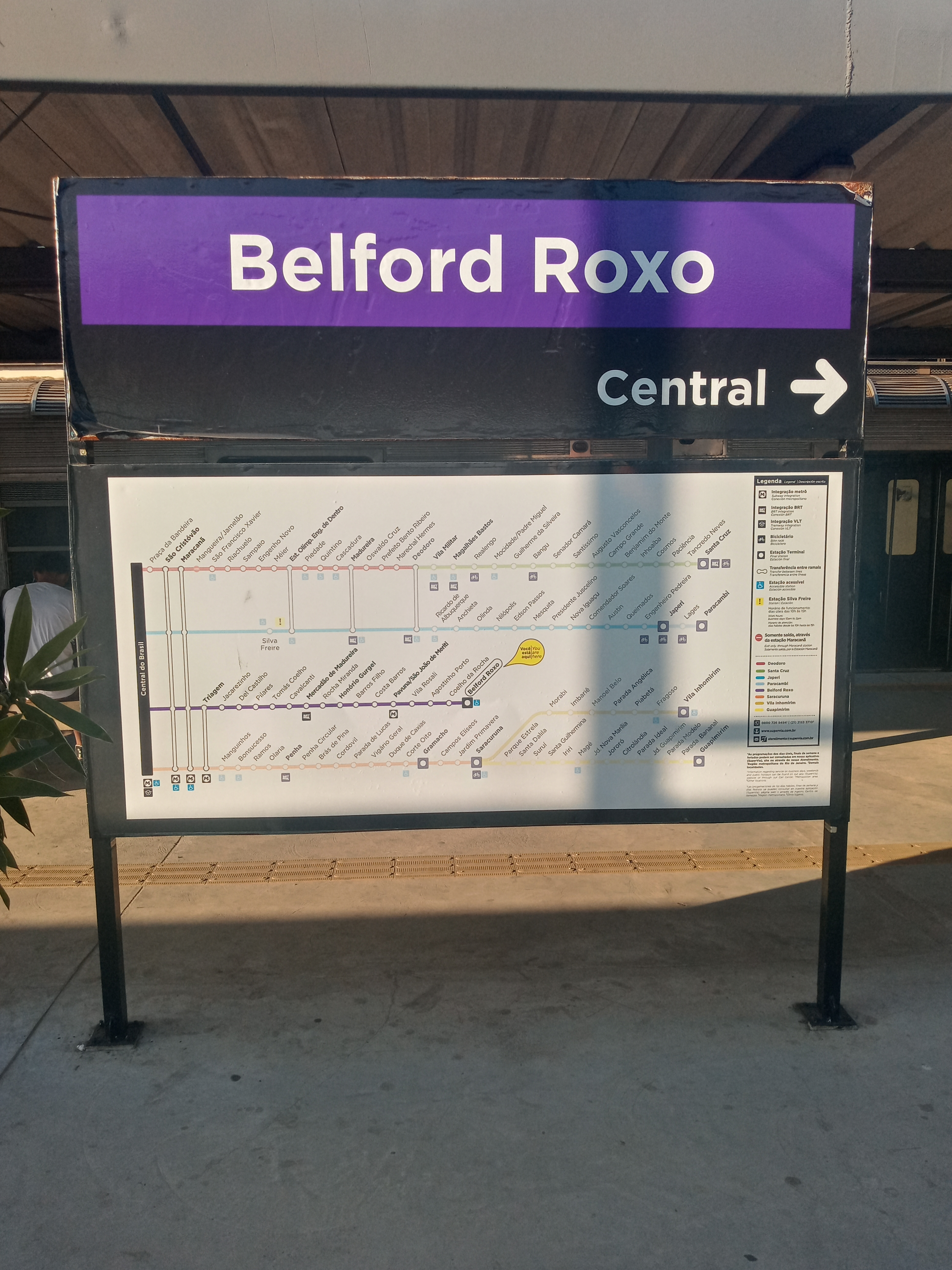
Placa Belford Roxo

Era uma das paradas da Estrada de Ferro Rio D'Ouro feita por Paulo de Frontin, assim como a Estação Coelho da Rocha. Atualmente, serve apenas para transporte de passageiros.
Foi aberta pela E. F. Rio d'Ouro, provavelmente com a linha, em 1883.
No passado, a estação possibilitava baldeações para três ramais que se destinavam às localidades de Tinguá, Xerém e Jaceruba, todas localizadas na Baixada Fluminense. Com a desativação e a subsequente extinção dos ramais nas décadas de 1960 e 1970, a estação configura atualmente como a terminal da linha férrea.
Antiga fazenda do Brejo e anteriormente, Calhamaço, lembrando o antigo canal do calhamaço aberto pelo Visconde de Barbacena (seu antigo proprietário), e que formava um braço do Rio Sarapuy. Sua estação recebeu este nome em homenagem a Raimundo Teixeira Belford Roxo, chefe da 1ª divisão da inspetoria de águas. Havia em frente a esta estação um artístico chafariz de ferro jorrando água, que o povo denominou de "Bica da Mulata", cuja figura mitológica de uma mulher branca sobraçando uma cornucópia oferecia aos passantes o líquido precioso, que a oxidação do ferro transformou em "mulata", e era uma cópia da estátua existente na Pavuna" (Segundo Guilherme Peres, pesquisador e membro do IPAHB). Mais tarde, com a desativação da Rio de Ouro e sua incorporação de seus trechos pela Central do Brasil através da linha Auxiliar (que mais tarde foi passada para a Leopoldina, nos anos 1960, até a incorporação dos subúrbios pela RFFSA, em 1971), a estação foi ligada à estação da Pavuna, e a linha passou a ser contínua desde a linha principal da Auxiliar. Atualmente (2003), há trens metropolitanos da Supervias que seguem para Belford Roxo - que é estação terminal - direto desde a estação Dom Pedro II. Até meados dos anos 1960, saíam de Belford Roxo três linhas originárias da Rio de Ouro: os ramais de Xerém e de Jaceruba. Destes hoje há pouquíssimos resquícios. A estação atual foi inaugurada pelo ministro dos Transportes, Gal. Dirceu Nogueira, em 4 de abril de 1978.

## Plataforma
|  | ↕ a ↕ |

| 1 |

|  | ↕ b ↕ |

|  | ↕ c ↕ |

| 2 |

|  | ↕ a ↕ |

| 1 |

|  | ↕ b ↕ |

|  | ↕ c ↕ |

| 2 |

|  | ↕ a ↕ |

| 1 |

|  | ↕ b ↕ |

|  | ↕ c ↕ |

| 2 |

|  | ↕ a ↕ |

| 1 |

|  | ↕ b ↕ |

|  | ↕ c ↕ |

| 2 |